# Атлетски рекорди Хрватске на отвореном за жене
Ово је списак атлетских рекорда Хрватске на отвореном за жене у свим дисциплинама, које воде Међународна асоцијација атлетских федерација ИААФ, Европска атлетска асоцијација ЕАА и Атлетски савез Хрватске ХАС. Приказано је стање рекорда на дан 18. август 2016.
| Дисциплина       | Резултат | Име                                                                                 | Датум               | Такмичење                        | Место, Држава          | Белешка |
| ---------------- | --- | ----------------------------------------------------------------------------------- | ------------------- | -------------------------------- | ---------------------- | ------- |
| 100 м            | 11,30 (+1,1)                                                                                                | Андреа Иванчевић — 85.                                                              | 25. јул 2015.       | Првенство Хрватске               | Вараждин, Хрватска     | [ 2 ]   |
| 100 м            | 11,01 | Јелица Павличић — 54.                                                               | 1. јун 1975         |                                  | Загреб, СФРЈ           |         |
| 200 м            | 23,14 | Јелица Павличић — 54.                                                               | 2. август 1974.     |                                  | Софија, Бугарска       |         |
| 300 м            | 37,64 | Кристина Перица — 79.                                                               | 14. септембар 2000. |                                  | Сиднеј Аустралија      |         |
| 400 м            | 50,78 | Данијела Грчић — 88.                                                                | 17. август 2006.    | Светско првенство за јуниоре     | Пекинг, Кина           |         |
| 600 м            | 1:26,57 | Вања Перишић — 85.                                                                  | 3. јун 2007.        |                                  | Љубљана, Словенија     |         |
| 800 м            | 1:56,51 | Слободанка Чоловић — 65.                                                            | 17. јун 1987.       |                                  | Београд, СФРЈ          |         |
| 1.000 м          | |                                                                                     |                     |                                  |                        |         |
| 1.500 м          | 4:09,14 | Слободанка Чоловић — 65.                                                            | 21. јун 1987.       |                                  | Цеље, СФРЈ             |         |
| миља             | |                                                                                     |                     |                                  |                        |         |
| 2.000 м          | |                                                                                     |                     |                                  |                        |         |
| 3.000 м          | 9:08,39 | Матеа Парлов — 92.                                                                  | 8. септембар 2015.  | Ханжековићев меморијал           | Загреб, Хрватска       | [ 3 ]   |
| 5.000 м          | 15:59,48 | Лиза Кристина Стублић — 84.                                                         | 2. март 1913.       | Зимско првенство Хрватске        | Пула, Хрватска         |         |
| 5. км            | 16:21+ | Лиза Кристина Стублић — 84.                                                         | 12. март 1913.      | Њујоршки полумаратон             | Њујорк, САД            |         |
| 10.000 м         | 33:17,91 | Лиза Кристина Стублић — 84                                                          | 5. април 2014.      |                                  | Сињ, Хрватска          | [ 4 ]   |
| 10 км            | 32:45 | Лиза Кристина Стублић — 84.                                                         | 8. март 2015.       |                                  | Праг, Чешка            |         |
| 15. км           | 49:26+ | Лиза Кристина Стублић — 84.                                                         | 12. март 1913.      | Њујоршки полумаратон             | Њујорк, САД            |         |
| Трка на 1 сат    | |                                                                                     |                     |                                  |                        |         |
| 20 км            | 1:05:38+ | Лиза Кристина Стублић — 84.                                                         | 12. март 1913.      | Њујоршки полумаратон             | Њујорк, САД            |         |
| Полумаратон      | 1:09:16 | Лиза Кристина Стублић — 84                                                          | 16. новембар 2014.  |                                  | Загреб, Хрватска       |         |
| Маратон          | 2:25:44 | Лиза Кристина Стублић — 84.                                                         | 7. април 2013       | Цириишки маратон                 | Цирих Швајцарска       | [ 5 ]   |
| 100 км           | 9:51:11 | Марија Врајић -76.                                                                  | 12. септембар 2015. | СП у ултрамаратону               | Винсхотен, Холандија   | [ 6 ]   |
| 100 м препоне    | 13,18 (+1,6)                                                                                                | Ивана Лончарек — 91                                                                 | 12. септембар 2015. | 2. лига 2014.                    | Рига, Летонија         | [ 7 ]   |
| 400 м препоне    | 56,28 | Николина Хорват — 86                                                                | 5. јул 2008.        |                                  | Вилах, Аустрија        |         |
| 2.000 м препреке | |                                                                                     |                     |                                  |                        |         |
| 3.000 м препреке | 10:09,56 | Лиза Кристина Стублић — 84                                                          | 1. јул 2009.        |                                  | Љубљана, Словенија     |         |
| Скок увис        | 2,08 | Бланка Влашић — 83                                                                  | 31. август 2009.    | Ханжековићев Меморијал           | Загреб, Хрватска       |         |
| Скок мотком      | 4,05 | Ивона Јерковић — 76                                                                 | 29. јул 2005.       |                                  | Загреб, Хрватска       |         |
| Скок удаљ        | 6,68 (+1,0)                                                                                                 | Силвија Мракочевић — 68                                                             | 24. јун 1990.       |                                  | Београд, СФРЈ          |         |
| Троскок          | 13,71 (+1,4)                                                                                                | Силвија Мракочевић — 68                                                             | 21. мај 1995.       |                                  | Љубљана, Словенија     |         |
| Бацање кугле     | 17,52 | Валентина Мужарић — 92                                                              | 25. мај 2013.       | Првенство НЦАА, Источна дивизија | Гринсборо, САД         |         |
| Бацање диска     | 71,08 | Сандра Перковић — 90                                                                | 16. август 2014.    | ЕП 2014.                         | Цирих, Швајцарска      | [ 8 ]   |
| Бацање кладива   | 75,08 | Ивана Бркљачић — 83                                                                 | 27. јун 2013.       |                                  | Варшава Пољска         |         |
| Бацање копља     | 66,18 | Сара Колак — 95                                                                     | 18. август 2016.    | Летње Олимпијске Игре 2016.      | Рио де Жанеиро, Бразил | [ 9 ]   |
| Седмобој         | 5.611 | Луција Цвитановић — 91                                                              | 12-13. мај 2016.    | Првенс6тво САД 2016.             | Орегон, САД            | [ 10 ]  |
| Седмобој         | 14,46 (100 м препоне), 1,75 (вис), 11,79 (кугла), 26,33 (200 м), 5,47 (даљ), 46,18 (копље), 2:15,37 (800 м) |                                                                                     |                     |                                  |                        |         |
| 3.000 м ходање   | 17:26,80 | Мартина Стрмечки Стакор                                                             | 2012.               |                                  |                        |         |
| 5.000 м ходање   | 26:08,39 | Ивана Ренић — 96                                                                    | 22. јун 2013.       | Мађарско првенство младих        | Залаегерсег, Мађарска  | [ 11 ]  |
| 10 км ходање     | 54:16 | Ивана Ренић — 96                                                                    | 7. јун 2013.        |                                  | Тржић, Словенија       |         |
| 20 км ходање     | 2:00.31 | Ивана Ренић — 96                                                                    | 21. март 2015.      | ИААФ Брзо ходање сезона 2015.    | Дудинце, Словачка      | [ 12 ]  |
| 50 км ходање     | 4:35:39 | Ивана Ренић — 96                                                                    | 7. август 2018.     | ЕП 2018                          | Берлин, Немачка        |         |
| 4 х 100 м        | 45,14 | Репрезентација Хрватске Сандра Парлов Анита Бановић Марина Бановић Андреа Иванчевић | 18. јун 2011.       | Европско екипно првенство        | Измир Турска           | [ 13 ]  |
| 4 х 200 м        | 1:36,52 | Слобода Вараждин Марија Хижман Луција Покос Кристина Дудекћ Матеја Јамбровић        | 13. јун 2015.       | Екипно првенство Хрватске        | Загребј, Хрватска      |         |
| 4 х 400 м        | 3:34,44 | Репрезентација Хрватске Сандра Парлов Анита Бановић Вања Перишић Данијела Гргић     | 25. јул 2000.       |                                  | Љубљана, Словенија     |         |
| 4 x 800 м        | |                                                                                     |                     |                                  |                        |         |

+ = пролазно време дуже трке